# Loma de Ucieza
Loma de Ucieza es un municipio en la comarca de Tierra de Campos a su paso por la provincia de Palencia, comunidad autónoma de Castilla y León, España.

## Geografía
El municipio de Loma de Ucieza comprende las localidades de:
- Bahillo (capital)
- Gozón de Ucieza
- Itero Seco
- Villota del Duque

## Historia
El municipio de Loma de Ucieza se formó en 1975 por la fusión de los municipios de Bahillo, Gozón de Ucieza, Itero Seco y Villota del Duque.

## Geografía humana

### Demografía
Cuenta con una población de 193 habitantes (INE 2024).
| Gráfica de evolución demográfica de Loma de Ucieza entre 1981 y 2021 |
| |
| Población de derecho según los censos de población del INE Población de hecho según los censos de población del INEEntre el censo de 1981 y el anterior, aparece este municipio porque se fusionan los municipios 34021 (Bahillo), 34078 (Gozón de Ucieza), 34090 (Itero Seco) y 34244 (Villota del Duque) |

## Monumentos y lugares de interés
- Museo etnográfico y archivos documentales.
- Iglesias, ermita de la Virgen de Sayugo y excavaciones arqueológicas.